# Компсогнат

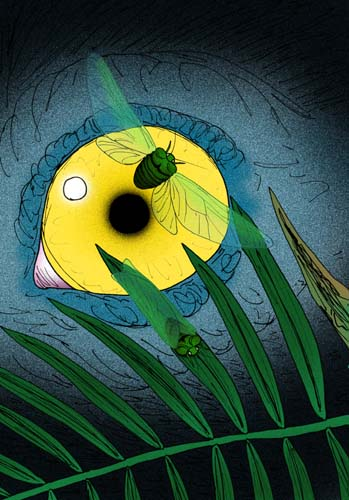
Eocicada lameeri на фоне глаза компсогната

Компсогнат (лат. Compsognathus, от др.-греч. κομψός γνάθος — изящная челюсть) — род динозавров, живших в конце юрского периода (157,3—145,0 млн лет назад). Ископаемые остатки впервые найдены на юге Германии, в Баварии, в таком же известняке, что и скелет археоптерикса. Отличался развитыми органами чувств и быстрыми ногами. Компсогнат имел 68 острых, слегка изогнутых, зубов.

## История открытия
Были обнаружены две хорошо сохранившиеся окаменелости, одна в Германии в 1850 году, вторая во Франции в 1972 году. Внутри одного экземпляра найдены кости мелкой ящерицы баваризавра — остатки последней пищи динозавра.

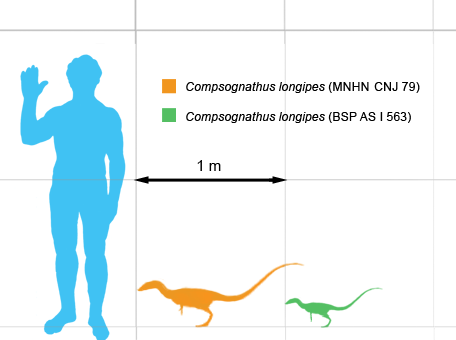
Сравнительные размеры французского (зелёный) и германского (оранжевый) экземпляров рядом с человеком

## Описание
Компсогнат был небольшим двуногим тероподом. Длина хищника, судя по найденным скелетам, составляла 60—100 см, хотя самые крупные особи могли достигать 140 см. Вес компсогната, учитывая его размеры и легкие кости, был примерно 2,5 кг.
Динозавр обладал длинными задними конечностями и ещё более длинным хвостом, который использовал для балансирования во время движения. На передних конечностях имелось по три пальца с острыми когтями, с помощью которых можно было хватать добычу. Тонкий череп был узким и длинным (а значит, довольно хрупким), оканчивался клиновидной мордой. Зубы были маленькими и острыми. Череп компсогната имел пять различных отверстий, наибольшими из которых являлись глазные орбиты. Голова была посажена на длинную изогнутую шею, которая, вероятно, была довольно подвижной и позволяла ловко вращать голову во все стороны, облегчая охоту.

## В культуре
Компсогнатам отведена заметная роль в романе Майкла Крайтона «Парк юрского периода» и в cиквеле снятого по нему фильма: «Парк юрского периода: Затерянный мир». В фильме они охотятся стаями и нападают на людей, даже убивая одного из них. В рамках этой же франшизы компсогнаты, или, как их иногда называют персонажи, «компи», появлялись в фильмах «Парк Юрского периода 3», «Мир Юрского периода: Павшее Королевство» и «Мир Юрского периода: Господство», а также в мультсериале «Мир Юрского периода: Меловой Лагерь».
Компсогнаты появляются в нескольких сценах комедийного фантастического фильма «Затерянный мир» 2009 года.
Небольшой похожий на компсогната теропод появился в мультсериале Геннди Тартаковски «Первобытный». Согласно фанатским теориям, по ночам этот малыш под воздействием таинственной чёрной субстанции превращается в Ночного Пожирателя — антагониста одной из серий.